# Leucaena greggii
Espèce
Synonymes
- Ryncholeucaena greggii (S. Watson) Britton & Rose[1]

Statut de conservation UICN

 NT  : Quasi menacé
Leucaena greggii est une espèce de plantes à fleurs de la famille des Fabaceae.

## Publication originale
- Proceedings of the American Academy of Arts and Sciences 23: 272. 1888.